# Kultura wysocka
Kultura wysocka – jedna z grup kulturowych epoki brązu. Wykształciła się w X w. p.n.e. na wschodnich połaciach kultury łużyckiej, na południowym Wołyniu, górnym Bugiem, Styrem i Seretem.
Jej nazwa pochodzi od nazwy miejscowości Wysocko Wyżne w obwodzie lwowskim. Ze zwględu na to, że wykazuje wiele cech wspólnych z kulturą łużycką, bywa też traktowana jako jej wschodni odłam. W VI i V w. p.n.e. kultura wysocka dostała się w obszar wpływów scytyjskich i stopniowo zaczęła tracić swój odmienny charakter.